# Die Goldwiesen und Edelsteingruben
Das Buch der Goldwiesen und Edelsteingruben (arabisch مروج الذهب ومعادن الجوهر Murūdsch adh-dhahab wa-maʿādin al-dschauhar, DMG Murūǧ aḏ-ḏahab wa-maʿādin al-ǧauhar, kurz: Murudsch adh-Dhahab) ist ein arabisches Werk, das die Geschichte der Welt von ihren Anfängen an erzählt, von Adam und Eva bis zur Regentschaft des abbasidischen Kalifen al-Mutīʿ. Es wurde von dem mittelalterlichen Historiker und Geographen al-Masʿūdī (ca. 895–957) geschrieben. 
Eine erste Version des Buches wurde im Jahr 943 abgeschlossen, aber der Autor überarbeitete es bis zu seinem Tod wiederholt: Bis 947 folgten Korrekturen und Ergänzungen, und al-Masʿūdīs zweitem erhaltenen Werk, dem Kitāb at-tanbīh wa-’l-ischrāf / كتاب التنبيه والأشراف / ‚Buch der Anmerkung und Überarbeitung‘, lässt sich entnehmen, dass er 956 die bereits im Umlauf befindliche und einzige noch erhaltene Version durch eine überarbeitete und deutlich längere Ausführung ersetzt haben muss.

## Inhalt des Werkes
Das Buch der Goldwiesen besteht aus 132 Kapiteln (abwāb) ungleicher Länge, von denen das erste einleitenden und bibliographischen Charakter und das zweite den eines Inhaltsverzeichnisses hat. Thematisch ist es zweigliedrig aufgebaut: 69 Kapitel, entsprechend etwa einem Drittel des Gesamtwerkes, befassen sich mit der Erschaffung und geografischen Gliederung der Erde, der Geschichte, Kultur und Religion vor- und nichtmuslimischer Völker, aber auch mit Zoologie, Astronomie, Medizin, Philosophie und Naturwissenschaft; die restlichen Kapitel behandeln die islamische Geschichte hauptsächlich unter politischen und literarischen Gesichtspunkten.
Formal ist das Buch der Goldwiesen ein Geschichtswerk, doch ist der enzyklopädische Anspruch offensichtlich. Geschichte und Geographie bilden nur den kontextuellen Rahmen, in dem verschiedenste naturwissenschaftliche, medizinische, philosophische und religiöse Themen möglichst unterhaltsam und lehrreich aufbereitet werden. Die Narrative ist durchbrochen von Abschweifungen, assoziativ aneinandergereihten, humoristischen oder erläuternden Anekdoten und Gedichten, die der Unterhaltung des Lesers dienen, der nicht durch die bloße, trockene Aufzählung historischer Ereignisse gelangweilt werden soll. Der an al-Dschāhiz angelehnte literarische Stil ist schlicht und verzichtet auf Reimprosa: Eloquenz drückte sich für al-Masʿūdī in pointierter Klarheit aus, in der mit wenigen, aber treffenden Worten der Sinn des Gemeinten so deutlich wie möglich wiedergegeben wurde.
Seine zahlreichen und weiträumigen Reisen ermöglichten es ihm, nicht nur die Erkenntnisse anderer zu übernehmen, sondern auch eigene Erfahrungen in sein Werk einzubringen. Aus eigener Anschauung weiß er so etwa zu berichten, dass das Kaspische und das Schwarze Meer zwei voneinander getrennte Entitäten und nicht etwa ein einziges Gewässer bildeten, wie viele Geographen seiner Zeit angenommen hatten.

## Nachwirkung
Das Buch der Goldwiesen übte auf nachfolgende Generationen von arabischen Historikern einen nicht unerheblichen Einfluss aus. Die Universalgeschichten der nächsten Jahrhunderte waren wesentlich geprägt von den thematischen, stilistischen und methodischen Neuerungen, die sich aus dem Ansatz der Verbindung von Geschichtsschreibung mit anderen Wissenschaften, insbesondere der Geographie, ergeben hatten. Insbesondere ließ sich auch der Historiker und Universalgelehrte Ibn Chaldun maßgeblich von al-Masʿūdī beeinflussen; obwohl er ihm nicht unkritisch gegenüberstand, sah er ihn doch neben at-Tabarī und al-Wāqidī als einen der wenigen Historiker, die sich von den zahllosen anderen durch die Originalität ihrer Arbeit abhoben und daher wahre Autorität für sich in Anspruch nehmen konnten.

## Edition und Übersetzungen
Die erste europäische Version des Buches erschien in einer zweisprachigen Ausgabe auf Französisch und Arabisch in den Jahren 1861 bis 1877 bei der Asiatischen Gesellschaft, einer französischen Gelehrtengesellschaft in Paris, herausgegeben von Barbier de Meynard und Pavet de Courteille. Bis zum Erscheinen der französischen Version von Charles Pellat in den Jahren von 1966 und 1974 war dies die von westlichen Wissenschaftlern verwendete Standard-Version. Pellats von der Libanesischen Universität in Beirut veröffentlichte Ausgabe besteht aus fünf Bänden. Übersetzungen ins Deutsche und Englische liegen bislang nur auszugsweise vor.
- Gernot Rotter (Hrsg.): Bis zu den Grenzen der Erde. Auszüge aus dem „Buch der Goldwäschen“. Tübingen/Basel 1978, ISBN 3-7711-0291-X. (Bibliothek arabischer Klassiker, Bd. 3)
  - Al-Mas'ûdî, Bis zu den Grenzen der Erde. Übertragen und bearbeitet von Gernot Rotter. Goldmann Verlag, München 1988, ISBN 3-442-08775-9.
- Mas'ūdī: Les Prairies d’Or. Texte et traduction par Barbier de Meynard et Pavet de Courteille. 9 vols. Paris 1861–1877 (Vol. 1 de 9, Vol. 2 de 9, Vol. 3 de 9, Vol. 4 de 9, Vol. 5 de 9, Vol. 6 de 9, Vol. 7 de 9, Vol. 8 de 9, Vol. 9 de 9)
- Charles Pellat (Hrsg.): Masʿūdī: Les Prairies dʾOr. Publications de l’Université Libanaise, Beirut 1979.
- Aloys Sprenger: El-Masʾúdí’s historical encyclopaedia, entitled „Meadows of gold and mines of gems“. Translated from the Arabic. W.H. Allen, London 1841 (Digitalisat der Österreichischen Nationalbibliothek).